# La Chaux-de-Fonds International
Die La Chaux-de-Fonds International waren hochrangige internationale Badmintonmeisterschaften in der Schweiz. Das Turnier fand in La Chaux-de-Fonds statt. Das Turnier fand 1990 zum 16. Mal (im genannten Jahr auch als Swiss Open 1990 bezeichnet) statt. Das Turnier war nach den Swiss Open das bedeutendste internationale Badmintonturnier in der Schweiz. Das Turnier wurde auch als The Watchmaking Metropolis Tourament bzw. als Le Tournoi des Métropoles Horlogères bezeichnet.

## Die Sieger
| Jahr | Herreneinzel         | Dameneinzel          | Herrendoppel                      | Damendoppel                           | Mixed                                 |
| ---- | -------------------- | -------------------- | --------------------------------- | ------------------------------------- | ------------------------------------- |
| 1987 | Jörg Diehl           | Doris Gerstenkorn    |                                   |                                       |                                       |
| 1990 | Michael Keck         | Diana Koleva         | Stefan Frey Stephan Kuhl          | Monika Cassens Petra Michalowsky      | Bernd Schwitzgebel Petra Michalowsky  |
| 1991 | Pawel Uwarow         | Irina Serova         | Michael Keck Robert Neumann       | Katrin Schmidt Kerstin Ubben          | Ron Michels Sonja Mellink             |
| 1992 | Anders Nielsen       | Astrid van der Knaap | Detlef Poste Volker Renzelmann    | Eline Coene Erica van den Heuvel      | Michael Keck Anne-Katrin Seid         |
| 1993 | Jeroen van Dijk      | Anne Søndergaard     | Michael Adams Chris Hunt          | Tracy Dineen Joanne Goode             | Ron Michels Sonja Mellink             |
| 1994 | Andrei Antropow      | Lotta Andersson      | Michael Keck Stephan Kuhl         | Lotta Andersson Margit Borg           | Michael Keck Karen Stechmann          |
| 1995 | Henrik Bengtsson     | Margit Borg          | Andrei Antropow Nikolai Sujew     | Maria Bengtsson Margit Borg           | Michael Keck Karen Stechmann          |
| 1996 | Colin Haughton       | Marina Andrievskaia  | James Anderson Ian Pearson        | Brenda Conijn Nicole van Hooren       | Björn Siegemund Karen Stechmann       |
| 1997 | Mark Constable       | Tracey Hallam        | Michael Helber Björn Siegemund    | Monique Hoogland Erica van den Heuvel | Vladislav Druzchenko Marina Yakusheva |
| 1998 | Thomas Wapp          | Nicole Grether       | Harald Koch Jürgen Koch           | Stefanie Müller Erica van den Heuvel  | Christian Mohr Erica van den Heuvel   |
| 1999 | Vladislav Druzchenko | Elena Nozdran        | Henrik Sørensen Aras Razak        | Lonneke Janssen Erica van den Heuvel  | Michael Keck Erica van den Heuvel     |
| 2000 | Mark Constable       | Ella Karachkova      | Thomas Iversen Aras Razak         | nicht ausgetragen                     | Pawel Uwarow Ella Karachkova          |
| 2001 | Bobby Milroy         | Maja Pohar           | Vincent Laigle Svetoslav Stoyanov | Fabienne Baumeyer Cynthia Tuwankotta  | Peter Jeffrey Suzanne Rayappan        |